# Octobre 2019
Octobre 2019 est le 10e mois de l'année 2019.

## Climat
Le mois d'octobre 2019 est le mois d'octobre le plus chaud jamais enregistré dans le monde, la même année juin 2019 est le mois le plus chaud jamais enregistré dans le monde, juillet 2019 est non seulement le mois le plus chaud de l'histoire dans le monde mais c'est aussi le mois de juillet le plus chaud jamais enregistré dans le monde et ainsi septembre 2019 qui est le mois de septembre le plus chaud jamais enregistré dans le monde. C’est le cinquième mois d’affilée qui enregistre un record ou s’approche très près d’un record. Le record du mois d'octobre le plus chaud à l'échelle mondiale sera battu quatre ans plus tard, par le mois d'octobre 2023, qui arrive lui-même après une série de cinq mois d'affilée ayant enregistré ce record.
Le mois d'octobre a été marqué par des vagues de chaleur au Koweït, aux États-Unis, au Canada et en Mongolie. Une température de 47,6 °C a été relevée au Koweït, ce qui constitue la température la plus élevée relevée dans l'Hémisphère Nord pour un mois d'octobre, mais aussi la deuxième température la plus élevée pour un mois d'octobre dans le monde juste après les 48,4 °C enregistrés à Vredendal en Afrique du Sud, le 27 octobre 2015.

## Évènements
- 1er octobre :
  - La Chine célèbre sa 70e année de la proclamation de la république populaire de Chine, avec des défilés dans tout le pays, y compris un grand défilé militaire dans la capitale Pékin.
  - début des sanglantes manifestations irakiennes de 2019 dont la répression va faire plus de 150 morts.
- 2 octobre : L’Organisation mondiale du commerce autorise les États-Unis à imposer chaque année environ 7,5 milliards de dollars américains de droits de douane sur les marchandises de l’Union européenne, en raison des subventions européennes à Airbus causant un dommage à Boeing ; les États-Unis annoncent un tarif douanier de 10 % sur les avions Airbus de fabrication européenne et de 25 % sur toute une gamme de produits, qui doit entrer en vigueur le 18 octobre.
- 2-13 octobre : violentes manifestations en Équateur contre l'arrêt des subventions à l'achat de carburant, et plus généralement contre la politique économique néolibérale du gouvernement de Lenín Moreno et les consignes d'austérité ordonnées par le Fonds monétaire international, qui provoquent la mort d'au moins 10 manifestants, environ 1500 blessés (manifestants et policiers confondus) et plus de 1200 interpellations (manifestants, policiers et journalistes confondus), et qui s'achèvent sur un accord entre le gouvernement et les manifestants qui inclut le maintien de subventions.
- 3 octobre : un agent administratif de la préfecture de police de Paris tue 4 personnes avec un couteau avant d'être abattu.
- 4 octobre : disparition de la compagnie aérienne XL Airways France
- 5 octobre :
  - élections législatives aux Émirats arabes unis ;
  - début d'une semaine d'opérations mondiales d'Extinction Rebellion, la « deuxième semaine de rébellion internationale » pour exiger de meilleures politiques écologiques ;
  - le président péruvien Martín Vizcarra annonce que la crise politique ouverte le 30 septembre, quand le Congrès dissous le même jour avait voté sa suspension, a été surmontée.
- 6 octobre :
  - élections législatives au Portugal ;
  - élections législatives en Tunisie ;
  - élections législatives au Kosovo.
- 7 octobre :
  - William Kaelin, Gregg Semenza et Peter Ratcliffe reçoivent le prix Nobel de physiologie ou médecine pour leurs travaux sur l'oxygénation des cellules ;
  - début des gigantesques manifestations chiliennes de 2019, qui vont réunir jusqu'à plus d'un million de manifestants, sur une population totale du Chili de presque 18 millions d'habitants.
- 8 octobre : le Prix Nobel de physique est remis à James Peebles pour avoir prédit l'existence du fond diffus cosmologique et avoir été le premier à comprendre l'importance de la matière noire dans les grandes structures de l'Univers, et à Michel Mayor et Didier Queloz, pour avoir prouvé l'existence des exoplanètes en découvrant 51 Pegasi b en 1995.
  - Les astronomes annoncent la découverte de 20 nouvelles lunes autour de Saturne, s'ajoutant aux 62 déjà connues. Les nouvelles lunes comprennent 17 lunes rétrogrades du groupe nordique et trois lunes progressives, dont deux appartiennent au groupe inuit.
- 9 octobre :
  - le prix Nobel de chimie est attribué à John B. Goodenough, Stanley Whittingham et Akira Yoshino pour avoir inventé la batterie à lithium-ion ;
  - attentat antisémite et anti-Turcs à Halle-sur-Saale, en Allemagne, un négationniste d'extrême-droite[7] lance des grenades sur un cimetière juif et sur un restaurant turc, puis ouvre le feu sur une synagogue où se tenait une cérémonie pour le Yom Kippour, provoquant au moins 2 morts et 2 blessés graves[8], avant d'être lui-même blessé et interpellé par la police plus tard[7] ;
  - l'armée turque et les rebelles de l'Armée nationale syrienne lancent une opération militaire contre les Forces démocratiques syriennes dans le nord de la Syrie.
- À partir du 9 octobre : les révélations d'utilisation d'argent de la drogue dans la campagne pour les élections générales honduriennes de 2017 au cours procès à New York de Juan Antonio Tony Hernández Alvarado, ancien député et frère du président du Honduras Juan Orlando Hernández, accusé de meurtre et de trafic de drogue (déclaré coupable le 18 octobre), provoque des manifestations et des émeutes au Honduras pour demander la démission du président.
- 10 octobre :  le prix Nobel de littérature 2018 est remis à l'écrivaine Olga Tokarczuk et celui de 2019 est attribué à l'écrivain Peter Handke (l'Académie suédoise n'ayant pas pu décerner de prix en 2018 car elle était plongée dans un scandale d'agression sexuelle)
- 11 octobre : 
  - le prix Nobel de la paix 2019 est remis à l'homme politique éthiopien Abiy Ahmed pour ses actions ayant conduit à la résolution du conflit entre l'Éthiopie et l'Érythrée[9].
  - une attaque terroriste à Manchester au Royaume-Uni fait 4 blessés.
- 12 octobre :
  - le typhon Hagibis qui frappe le Japon fait environ 80 morts ;
  - élections municipales en Nouvelle-Zélande.
- 13 octobre :
  - élections municipales en Hongrie ;
  - élections parlementaires en Pologne ;
  - élection présidentielle en Tunisie (2e tour), Kaïs Saïed l'emporte avec 72,71 % des suffrages ;
  - élections régionales au Vorarlberg (Autriche).
  - La Californie devient le premier État américain à interdire la vente de produits en fourrure. La loi entre en vigueur le 1er janvier 2023.
- 14 octobre :
  - le « prix Nobel d'économie » est attribué aux économistes Abhijit Banerjee, Esther Duflo et Michael Kremer pour leurs travaux sur la réduction de la pauvreté et des inégalités économiques.
  - le verdict dans le procès des indépendantistes catalans, où 9 des accusés sont condamnés à des peines allant de 9 à 13 ans de prison (les 3 autres accusés à des amendes), est rendu public et déclenche des émeutes en Catalogne.
- 15 octobre : élection présidentielle, législatives et provinciales au Mozambique.
- 16 octobre : première intervention officielle[10] de la nouvelle directrice générale du Fonds monétaire international (FMI), la Bulgare Kristalina Georgieva.
- 17 octobre :
  - élections générales à Gibraltar ;
  - l'arrestation par la Garde nationale du Mexique d'Ovidio Guzmán "El Ratón", chef de l'une des factions du Cartel de Sinaloa et l'un des fils d'El Chapo, provoque les Combats de Culiacán entre les forces de l'ordre mexicaine (police fédérale, Garde nationale, Armée, gardiens de la prison d'Aguarato) et la faction du Cartel de Sinaloa qui obéit aux fils d'El Chapo, ce qui met à feu et à sang la ville de Culiacán, capitale de Sinaloa (Mexique), et se termine par la libération de Guzmán ;
  - début des manifestations libanaises de 2019.
- 18 octobre : L'épave du navire de guerre japonais Kaga, coulé lors de la bataille de Midway pendant la Seconde Guerre mondiale, est découverte sur les fonds marins de l'océan Pacifique. Ce n'est que le deuxième navire coulé pendant la bataille à avoir été retrouvé.
- 20 octobre :
  - élections générales en Bolivie, des soupçons de fraude électorale envers le président sortant Evo Morales, donné vainqueur au premier tour, déclenchent une crise post-électorale de plusieurs semaines qui entraîneront sa démission ;
  - élections fédérales en Suisse ;
  - En Indonésie Joko Widodo a officiellement pris ses fonctions de président de l'Indonésie pour un second mandat présidentiel, tandis que Ma'ruf Amin a été nommé vice-président de l'Indonésie pour la période allant de 2019 à 2024.
  - élections municipales en Moldavie ;
  - élections législatives aux Îles Åland (Finlande).
- 21 octobre : élections fédérales au Canada.
- 22 octobre : l'avortement non-thérapeutique et le mariage homosexuel sont légalisés en Irlande du Nord (Royaume-Uni)[11].
- 23 octobre :
  - élections générales au Botswana ;
  - sommet entre la Russie et les pays africains organisé jusqu'au 24 octobre à Sotchi[12] ;
  - les cadavres de 39 migrants chinois sont retrouvés dans un camion frigorifique à Purfleet (proche de Londres, Angleterre, Royaume-Uni), ce qui lance une enquête internationale entre le Royaume-Uni (en Angleterre où ils ont été retrouvés et en Irlande du Nord d'où le chauffeur du camion était originaire), la Belgique (le camion a embarqué dans le port belge de Zeebruges) et la Chine[13].
- 24 octobre : après des décennies de controverse, le gouvernement espagnol fait transférer la dépouille du dictateur Francisco Franco de la Valle de los Caídos vers un cimetière de Madrid[14].
- 27 octobre :
  - élections présidentielle et législatives en Argentine, le candidat d'opposition péroniste de centre-gauche Alberto Fernández est élu président d'Argentine au premier tour ;
  - élections municipales en Bulgarie ;
  - élections régionales en Colombie ;
  - élections générales et référendum constitutionnel en Uruguay ;
  - élections législatives à Oman ;
  - élections régionales en Thuringe (Allemagne) ;
  - élections régionales en Ombrie (Italie) ;
  - mort d'Abou Bakr al-Baghdadi, « calife » de l'État islamique, tué lors du raid de Baricha, dans le nord-ouest de la Syrie ;
  - en Belgique, Sophie Wilmès est nommée Première ministre chargée des affaires courantes, en remplacement de Charles Michel.
- 28 octobre : attaque de la mosquée de Bayonne, faisant deux blessés.
- 29 octobre : Saad Hariri, président du Conseil des ministres du Liban, annonce sa démission et celle de son gouvernement.
- 31 octobre : Abou Ibrahim al-Hachimi al-Qourachi succède à Abou Bakr al-Baghdadi comme « calife » de l'État islamique.